# Michele Della Torre
Michele Della Torre (Udine, 1511 - Ceneda, 21 de fevereiro de 1586) foi um cardeal italiano do século XVII.

## Biografia
Nasceu em Udine em 1511. Conde de Valdessina em 1533. Seu sobrenome também é listado como Turriani, Torriani e Turre. Filho de Luigi della Torre, nobre de Udine, originário de Milão, dos condes de Valsassina e signori de Villalta, e Taddea Strassoldo. Fez seus estudos com sucesso.
Clérigo de Aquileia. Decano do capítulo da catedral de Udine. Camareiro e picerna do Papa Paulo III, 1543.
Eleito bispo de Ceneda em 7 de fevereiro de 1547. Consagrado na segunda-feira de Pentecostes em 30 de maio de 1547 na capela Sistina, Vaticano, por Giovanni Giacomo Barba, bispo de Teramo (co-consagradores desconhecidos). Na mesma cerimônia foi consagrado Bernardino Maffei, bispo de Massa marítima, futuro cardeal.
Núncio na França, 20 de agosto de 1547 até 1550. Participou do Concílio de Trento de 11 de outubro de 1551 a 28 de abril de 1552; de 10 de outubro de 1561 até seu fechamento; ele assinou seus atos. Vice-legado em Perugia e Umbria, de 15 de setembro de 1553 a junho de 1555. Mordomo da casa papal, de 23 de maio de 1555 a 1557. Referendário dos Tribunais da Assinatura Apostólica da Justiça e da Graça no pontificado do Papa Pio IV (1559-1565). Núncio na França novamente, de 25 de março de 1566 a 12 de agosto de 1568.
Criado cardeal-presbítero no consistório de 12 de dezembro de 1583; nunca recebeu o chapéu vermelho e o título. Não participou do conclave de 1585, que elegeu o Papa Sisto V.
Morreu em Ceneda em 21 de fevereiro de 1586. Enterrado na catedral de Ceneda.